# جو والترز (لاعب كرة قدم)
جو والترز (بالإنجليزية: Joe Walters)‏ هو لاعب كرة قدم بريطاني في مركز نصف الجناح، ولد في 1935 في غلاسكو في المملكة المتحدة، وتوفي في يوليو 2017. لعب مع نادي ألبيون روفرز ونادي كلايد.